# پیتر تپسل
سر پیتر هنی بیلی تپسل (به انگلیسی: Sir Peter Hannay Bailey Tapsell) نماینده مجلس عوام بریتانیا از حزب محافظه کار برای نمایندگی لووف و هورن کاسل است.
او دو دوره از ۱۹۵۹ تا ۱۹۶۴ و از ۱۹۶۶ تا به امروز نماینده مجلس بوده است.

وی همچنین از سال ۲۰۱۰ عنوان پدر مجلس را در اختیار دارد.